# Octoblepharum leucobryoides
Octoblepharum leucobryoides är en bladmossart som beskrevs av Koji Yano 1993. Octoblepharum leucobryoides ingår i släktet Octoblepharum och familjen Dicranaceae. Inga underarter finns listade i Catalogue of Life.